# Dandebala, Nagamangala
Dandebala là một làng thuộc tehsil Nagamangala, huyện Mandya, bang Karnataka, Ấn Độ.